# Adina Pintilie
Adina Pintilie (Bucarest, 12 de enero de 1980) es una directora y guionista de cine rumana. La película con la que debutó, No Me Toques, obtuvo el Oso de Oro en la 68.º edición del Festival Internacional de Cine de Berlín.
Estudió en la Universidad Nacional de Teatro y Cine Ion Luca Caragiale. 

## Filmografía

### Como directora
| Año  | Película                | Notas |
| ---- | ----------------------- | --- |
| 2003 | Ea                      | Corto |
| 2004 | Unwatched Trains        | Corto |
| 2004 | Some Kind of Loneliness | Corto documental |
| 2005 | Nea Pintea... Model     | Corto documental |
| 2006 | The Fear of Mr. G       | Corto |
| 2006 | Casino                  | Corto |
| 2007 | Don't Get Me Wrong      | Ganador de @– Golden Barge a Mejor Documental Nominado al @– Premio Gopo a Mejor Documental Nominado al @– Golden Leopard Nominado al @– Premio Free Spirit                                |
| 2009 | Sandpit #186            | Nominado al @– Premio Grand Jury |
| 2010 | Oxygem                  | Nominado al @– Premio Gopo como Mejor Corto Nominado al @– Premio Young Hope Nominado al @– Premio Silver Eye Nominado al @– Premio Tiger como Mejor Corto Nominado al @– Short Grand Prix |
| 2018 | No Me Toques            | Ganador del @– Oso de Oro |

### Como actriz
| Año  | Película     | Función | Notas |
| ---- | ------------ | ------- | ----- |
| 2018 | No Me Toques | Adina   |       |

### Como guionista
| Año  | Película                | Notas            |
| ---- | ----------------------- | ---------------- |
| 2003 | Ea                      | Corto            |
| 2004 | Unwatched Trains        | Corto            |
| 2004 | Some Kind of Loneliness | Corto documental |
| 2007 | No Me Consigue Mal      | Documental       |
| 2009 | Sandpit #186            | Corto            |
| 2010 | Oxígeno                 | Corto documental |
| 2018 | No Me Toques            |                  |

### Como productora
| Año  | Película     | Notas |
| ---- | ------------ | ----- |
| 2009 | Sandpit #186 | Corto |
| 2018 | No Me Toques |       |